# 碎米蕨叶马先蒿斯文氏亚种
碎米蕨叶马先蒿斯文氏亚种（学名：Pedicularis cheilanthifolia sp. svenhedinii）为玄参科马先蒿属下的一个亚种。

## 扩展阅读
- 維基物種上的相關：碎米蕨叶马先蒿斯文氏亚种